# Paul Schoonbroodt
Paul Schoonbroodt est un prêtre catholique traditionaliste sédévacantiste belge, curé de la paroisse du Sacré-Cœur à Steffeshausen (Burg-Reuland), né le 5 mai 1933 à Eupen et mort le 26 mai 2012 à Saint Vith.

## Biographie
Paul Schoonbroodt naît le 5 mai 1933 à Eupen. Il est ordonné prêtre à Liège le 6 juillet 1958. La messe de prémices a eu lieu le dimanche 13 juillet 1958 à l'église Saint-Nicolas d'Eupen[réf. à confirmer]. Professeur à l'école normale de Theux, il est nommé en 1967 sous-régent du séminaire européen de Maastricht et en 1970 il devient curé de Steffeshausen, village de 160 habitants. 
Quand il lui a été demandé par le diocèse de Liège, de célébrer la nouvelle liturgie issue du Concile Vatican II, il a refusé.
En 1977 Schoonbroodt reçoit l'évêque traditionaliste Marcel Lefebvre dans sa paroisse, mais ne revendique aucune affiliation.
L'abbé Schoonbroodt est excommunié en 1988, par l'évêque de Liège, Albert Houssiau.
Selon l'évêché de Liège, l'abbé Schoonbroodt ne dispose d'aucun recours.
Sur la périphérie de Steffeshausen il a fondé avec des dons et de ses propres moyens l’église du Sacré-Cœur de Jésus, où il continuait de célébrer la liturgie selon le rite tridentin. La consécration de cette église fut célébrée par l’évêque traditionaliste,  Bernard Tissier de Mallerais, le dimanche 10 novembre 1991 en présence de près de 400 fidèles.

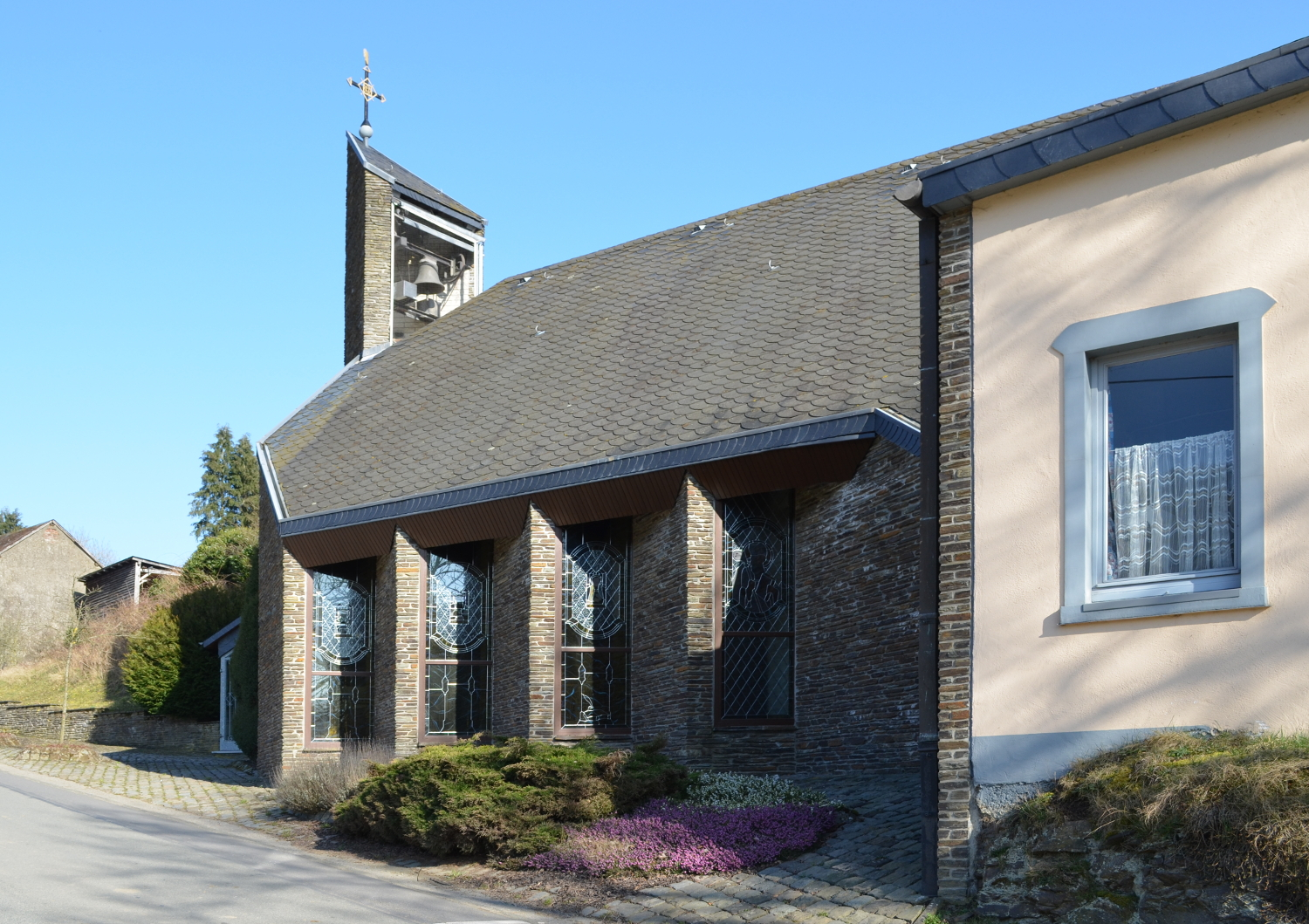
Église du Sacré-Cœur de Steffeshausen

Partisan du sédévacantisme, il a dirigé la rédaction du site Virgo-Maria.org du 22 février 2008 à sa mort.
Fin avril 2012, après un accident de la circulation, il est admis à l'hôpital de Schweinfurt puis est transféré à l'hôpital de Saint-Vith.
Il meurt le samedi 26 mai 2012. Il est enterré le 31 du même mois dans le cimetière de Steffeshausen ; la messe de requiem a été célébrée dans son église du Sacré-Cœur par son frère,  l'abbé Jean Schoonbroodt, prêtre biritualiste, qui ne l'avait pas suivi dans sa rupture avec les autorités officielles de l'Église catholique. La Fraternité Sacerdotale Saint Pie X était représentée aux funérailles, notamment par le Supérieur du district du Benelux.  
Paul Schoonbroodt était le frère du musicien Hubert Schoonbroodt et lui-même durant les années 1970, professeur d'orgue à l'académie de musique de Seraing.